# Luxor Theater (Rotterdam)
Stichting Luxor Theater Rotterdam, kortweg Luxor Theater beheert twee theaterlocaties in Rotterdam:
- het oude Luxor Theater aan de Kruiskade (sinds 1917) en
- het nieuwe Luxor Theater aan de voet van de Erasmusbrug op Rotterdam Zuid (sinds 2001).

De zelfstandige stichting gaat sinds 1 januari 2006 over de theaters, daarvoor vielen ze onder de gemeente Rotterdam.

## Oude Luxor Theater
Het oude Luxor behoort met zijn circa 900 stoelen tot de categorie ‘middelgrote theaterzalen'. Het biedt een podium aan cabaret, theaterconcerten, kleinere musicalproducties, toneel-, jeugd- & familievoorstellingen.

### Geschiedenis
Op 22 december 1917 openden ondernemers Theo Goeman en Carel van Zwanenburg het (oude) Luxor Theater aan de Kruiskade. Daarmee was het theater het 17de bioscooptheater in de Maasstad. Met 1180 stoelen is het dan de grootste bioscoopzaal van Nederland. Luxor werd ontworpen door architect P. Vermaas. Binnen 10 jaar kwam het theater in de handen van het Duitse Universal Film AG. De nieuwe eigenaren verbouwden grondig: een balkon met 500 stoelen, een nieuwe bredere gevel met kenmerkende lichttoren en grote letters met Luxor Palast. Tijdens de oorlog bleven er tot 1944 filmvertoningen plaatsvinden. Het is een van de weinige gebouwen die ongeschonden bleven bij het bombardement op Rotterdam. Kort na de bevrijding werd het gebouw enigszins opgeknapt en werden er naast films ook regelmatig variété- en toneelvoorstellingen gespeeld. In de jaren 50 en begin jaren 60 ziet het Luxor grote namen en producties: de eerste onemanshow van Toon Hermans, Édith Piaf, Porgy and Bess, My Fair Lady en Heerlijk duurt het langst.
In 1972 begon weer een grondige verbouwing onder leiding van Carel Wirtz. Bijna alleen de buitenkant blijft staan: geen balkon meer, maar daarvoor in de plaats een sterk oplopende vloer met een laagliggende toneelvloer, waardoor het zicht op het podium sterk verbeterde. De spectaculaire buitenverlichting en zaalverlichting werd uitgevoerd door het bureau Interdesign van industrieel ontwerper Jan Hoogervorst. De buitenverlichting werd uitgevoerd in de vorm van een afgeronde neonlicht boog en in de grote zaal kwamen meer dan duizend lampen te hangen in een serpentineachtige boog verlicht door meer dan duizend gloeilampen Toch begon niet lang daarna voorzichtig de behoefte te komen aan een groter en beter theater; de foyers zijn te krap, de toiletten te schaars en de technische outillage beperkt. Bovendien vertoont het gebouw langzaam maar zeker ook bouwtechnische gebreken.
Sinds 2001 bestonden er plannen om op de plaats van het oude Luxor een nieuw middelgroot theater te bouwen. Wegens geldgebrek dat voortvloeide uit de economische crisis werd echter besloten het bestaande theatergebouw te restaureren. Deze zeven maanden durende restauratie en uitbreiding, naar het ontwerp van de in Antwerpen gevestigde architecte Aude de Broissia, werd eind 2014 afgerond.

## Nieuwe Luxor Theater
De gemeente Rotterdam schreef een ontwerpwedstrijd uit voor de bouw van het nieuwe Luxor Theater op de Wilhelminapier op de Kop van Zuid. In april van 1996 werd de architect Peter Wilson uitgeroepen tot winnaar. De van oorsprong Australische architect, omschreef zijn ontwerp als 'slank, mooi en elegant'. De combinatie van sober en warm sprak de jury zeer aan. In september 1998 ging de eerste paal de grond in, theatraal aangekleed door Hans Kombrink (toenmalig Wethouder Kunstzaken) en Freek de Jonge; het startsein voor het bouwproces. In september 2000 werd het hoogste punt bereikt.
De allereerste voorstelling, een concert door Mathilde Santing, vond plaats op 25 februari 2001. Youp van 't Hek presenteerde op 24 april het eerste exemplaar van een boek over het Nieuwe Luxor Theater dat werd geschreven door Haagsche Courant-journalist Frans Happel. Op zaterdag 28 april was de officiële opening, met de premièrevoorstelling van City van het kleinkunstduo Mini & Maxi. Hierbij was ook (toen nog) koningin Beatrix aanwezig. Daarmee was Rotterdam een groot amusementstheater (met 1527 stoelen) rijker. In het nieuwe theater zijn veelal langere series voorstellingen van grootschalige producties in de genres musical & muziektheater, show & variété, cabaret, theaterconcerten, jeugd & familie, opera en dans te zien.

### Lettertype
Het gebouw heeft naast een opvallende architectuur ook een bijzondere belettering in en op het gebouw. Speciaal voor Luxor Theater is een lettertype ontworpen als onderdeel van de corporate identity. Dit letterfont past in elke ruimte waar men een boodschap kwijt wil (One Fits All). Het letterfont heet LUXOR.